# Phare de Throgs Neck

Le phare de Throgs Neck (en anglais : Throgs Neck Light) est un phare actif situé dans le quartier de Troggs Neck (en), dans l'arrondissement du Bronx (New York City-État de New York).

## Histoire
Le phare d'origine de 1827 était un phare en bois qui a été démoli pendant la construction du fort Schuyler (en). Il a été remplacé, en 1835, par une nouvelle tour en bois et qui est resté en service jusqu'en 1890.
En 1890, une première tour métallique l'a remplacé jusqu'en 1906. A cette date, une tour cylindrique en brique a été construite au sud-ouest de l'ancien feu. Celle-ci a été remplacée, en 1934, par une petite tour métallique à claire-voie surmontée d'un petit feu de signalisation.
Ce dernier phare, toujours en service depuis 1934, marque des rochers dans le détroit de Long Island. Il est situé du côté nord-est de Fort Schuyler, à l'extrémité sud-est de Throgs Neck et du côté nord de l'entrée du Long Island Sound dans la East River.

## Description
Le phare actuel est une tour quadrangulaire métallique à claire-voie galerie et lanterne de 17 m de haut. La maison de gardien en bois de deux étages se trouve à proximité. Il émet, à une hauteur focale de 18 m, un feu rouge fixe, jour et nuit. Sa portée n'est pas connue.
Identifiant : ARLHS : USA-846 ; USCG : 1-21520 - Admiralty : J0934 .

### Lien connexe
- Liste des phares de l'État de New York